# Mattoon (Wisconsin)
Mattoon – wieś w Stanach Zjednoczonych, w stanie Wisconsin, w hrabstwie Shawano.